# Liebling, Timiș
Liebling (germană Liebling, maghiară Kedvencz, Liebling) este satul de reședință al comunei cu același nume din județul Timiș, Banat, România.

## Localizare
Se situează la circa 30 km sud de municipiul Timișoara, pe drumul județean DJ692B Jebel - Otvești. Se învecinează la nord cu Unip, la est cu Stamora Română, la Berini și Cerna, la sud cu Folea și la vest cu Iosif.

## Istorie
Prima atestare documentară a unei localități pe actualul teritoriu al Liebliengului datează din 1332. Satul medieval se numea Beesd (Besd, Desd) și apare în evidențele de dijmă papale ca având o parohie. Pe la 1597, într-o diplomă maghiară, apare menționat cu numele Brist.
Localitatea modernă a fost înființată în 1786-1788, prin colonizarea cu germani protestanți din Pfalz și Nürnberg. Satul a fost construit după un plan bine stabilit de administrația de la Timișoara, sub supravegherea comisarului Wallbrunn care a dispus zidirea a 290 de case noi, cu străzi drepte și paralele. În primul an au sosit doar 102 familii, restul au venit mai târziu. Comuna astfel întemeiată a fost numită de comisarul Wallbrunn Vecshaza, după numele guvernatorului de atunci al Banatului. După mărturiile bătrânilor satului, însuși guvernatorul a redenumit-o în Liebling întrucât "protestanții erau iubirea lui". Așadar la 1828 are oficial numele pe care îl poartă și în prezent. În același an este construită biserica evanghelică luterană. În 1859 a avut loc o epidemie de ciumă care a înjumătățit populația satului.
Localitate germană, în 1926 ea acomodează 16 familii de români din Gârbovița, județul Alba, împroprietăriți conform reformei agrare. Mai mulți români au sosit din toate colțurile țării în perioada comunistă, dar germanii au continuat să fie un grup compact și majoritar până în anii '60.